# センシティブ・ポルノグラフ
『センシティブ・ポルノグラフ』は、さくらあしかによる日本のBL漫画作品。

## 概要
『ピアス』（マガジン・マガジン）に連載されたBL作品。2003年12月にコミックスの初版が「JUNEコミックス ピアスシリーズ」として発売され、2004年にはアダルトアニメ化されている。アニメ版では表題作『センシティブ・ポルノグラフ』と、その単行本内の一作『愛玩物はお部屋の中』を収録。

## あらすじ

### センシティブ・ポルノグラフ
かけだしの少年マンガ家である山田征二は、漫画の資料を撮影していたところ、年上で美形の花崎園に話しかけられる。花崎園は10年以上のキャリアを持つ人気漫画家で、会ったその日からふたりは意気投合してしまう。年上である園に征二は恋をしてしまう。

### 愛玩物はお部屋の中
J大の女子との合コンを断り、うさぎの「アキ」ちゃんのお世話していたペットシッターの植野宏二であったが、その部屋にいたのは縛られた綾松秋であった。秋に突然誘われてしまい体を交えてしまう。

## 登場人物
※声の出演はアダルトアニメ版のもの。
花崎園（はなさき その）
声 - 光岡樹乃介
人気漫画家で10年以上のキャリアを持つ。
山田征二（やまだ せいじ）
声 - 中邑勇信
少年マンガ家。同じ漫画家で人気のある花崎園に恋をしてしまう。
綾松秋（あやまつ あき）
声 - 伍丈英司
植野宏二（うえの ひろじ）
声 - 志倉常美

## 原作漫画版
- 『センシティブ・ポルノグラフ』 （全1巻、マガジン・マガジン、2003年12月発売） ISBN 4-89644-045-5
  - 収録作品
    - 「センシティブ・ポルノグラフ」
    - 「お願いだから、キスをして」
    - 「大人の都合じゃなくて」
    - 「ガキは素直じゃねぇ」
    - 「愛玩物はお部屋の中」
    - 「おうちへかえろう」

## アダルトアニメ版
表題作『センシティブ・ポルノグラフ』と、その単行本内の一作『愛玩物はお部屋の中』を収録。2004年12月20日にDVDとVHSで発売された。スラッシュ公式サイト（外部リンク参照）の通信販売でのみ購入可能。本編30分、特典映像12分。税込6,800円。
アニメーション制作はフェニックス・エンタテインメント。

### スタッフ
- 原作：さくらあしか（「センシティブ・ポルノグラフ」マガジン・マガジン刊）
- プロデューサー：加来洋二、齊藤斎、山木泰人
- 監督：陰間色子
- 脚本：沖田歳三
- 演出・絵コンテ：くるおひろし
- アニメーションキャラクターデザイン・作画監督：たけぽん
- 美術監督・美術設定：伊谷たかし
- 色彩設計・色指定：布本由紀子
- 撮影監督：田神悠宇
- 編集オペレーター：AMGA、競昌則
- 音楽：天野正道
- 音響監督：吉田知弘
- 原画：たけぽん、大河原晴男、いしけん、伊藤浩、児玉和子、宇田川良治、繁澤敬二、hika、500系
- 動画検査：麻乃匠
- 動画・仕上・背景：F.A.I.
- 仕上検査：四ノ宮光
- 撮影：田神悠宇、chet.
- 編集：AMGA
- 制作進行：金子未来
- 協力：マガジン・マガジン、佐川俊彦、春田律夫
- アニメーション・プロデューサー：中緒受太郎
- アニメーション制作：フェニックス・エンタテインメント
- 製作：デジタルワークス、フェニックス・エンタテインメント
- 発売：デジタルワークス